# Junonia bismarckiana
Junonia bismarckiana är en fjärilsart som beskrevs av Hagen 1897. Junonia bismarckiana ingår i släktet Junonia och familjen praktfjärilar. Inga underarter finns listade i Catalogue of Life.